# (2321) Lužnice
(2321) Lužnice es un asteroide perteneciente al cinturón de asteroides, descubierto el 19 de febrero de 1980 por Zdeňka Vávrová desde el Observatorio Kleť, České Budějovice, República Checa.

## Designación y nombre
Designado provisionalmente como 1980 DB1. Fue nombrado Lužnice en homenaje al río Lužnice que fluye por varios países de Centroeuropa.